# Battery Council International
Der Battery Council International (BCI) ist ein 1924 gegründeter amerikanischer Wirtschaftsverband sowie die Interessenvertretung von Herstellern von Erstausrüster- und Aftermarket-Autobatterien und anderen Bleiakkumulatoren. Seine Zentrale ist in Chicago, USA.
Er wirbt für das Recycling von Blei-Säure-Batterien und behauptet, dass letztendlich fast alle Autobatterien recycelt werden.
Nachdem das Ecology Center, Environmental Defense und die Clean Car Kampagne 2003 einen Bericht veröffentlicht hatten, in dem die Beseitigung bleibasierter Autobatterien gefordert wurde, veröffentlichte BCI eine Pressemitteilung, in der die Schlussfolgerungen des Berichts beanstandet wurden.
Der Fachverband bietet Industriestandards für Tests, Abmessungen und Größen von Blei-Säure-Batterien und stellt Muster für Rechtsvorschriften zur Verfügung, die das Recycling und den sicheren Umgang mit Blei-Säure-Batterieprodukten für Kraftfahrzeuge fördern. 
Er organisiert auch regelmäßige Konferenzen und Tagungen.
Im August 2017 startete Battery Council International "Essential Energy Everyday", eine gemeinsame Initiative mit der International Lead Association, um das Bewusstsein für die Bedeutung von Bleibatterien als Schlüsselressource für nachhaltige, wesentliche, zuverlässige und sichere Energiequellen und -speicher zu schärfen.